# Marge, chauffeur de maître
Marge, chauffeur de maître (France) ou Zéro de conduite (Québec) (Brake My Wife, Please) est le 20e épisode de la saison 14 de la série télévisée d'animation Les Simpson.

## Synopsis
Dans cet épisode, Homer se fait confisquer son permis et Marge se voit contrainte à "faire le taxi" dans Springfield. La pression morale est trop forte, et Homer se rend compte que sa femme veut inconsciemment le tuer...